# كفر زيد
كفر زيد (بالكردية: Keferzît‏) هي قرية سوريّة تتبع إداريّاً لمحافظة حلب منطقة عفرين ناحية مركز عفرين. بلغ تعداد سكانها 727 نسمة حسب التعداد السكاني لعام 2004، و1266 نسمة حسب قيود السجل المدني لنهاية عام 2005.